# The Lifted Veil
The Lifted Veil er en amerikansk stumfilm fra 1917 af George D. Baker.

## Medvirkende
- Ethel Barrymore som Clorinda Gildersleeve
- Frank Gillmore som Arthur Bainbridge
- William B. Davidson som Malcolm Grant
- Robert Ellis som Leslie Palliser
- Ilean Hume som Pansy Wilde